# Jerzy Rupniewski
Jerzy Mieczysław Rupniewski (ur. 21 września 1888 w Warszawie, zm. 10 czerwca 1950 w Świeciu) – malarz.
Jerzy Rupniewski był synem Władysława i Marii z domu Janke. Był absolwentem Szkoły Handlowej Zgromadzenia Kupców w Warszawie i Wyższej Szkoły Handlowej w Lozannie, którą ukończył w 1908. Od 1912 studiował krótko malarstwo w Szkole Sztuk Pięknych w Warszawie, następnie (do 1913) rzeźbę w Monachium.
Od 1914 wystawiał rysunki ołówkiem i obrazy olejne i akwarelowe w Towarzystwie Zachęty Sztuk Pięknych w Warszawie, a w 1917 zorganizował pierwszą wystawę indywidualną – pokazał na niej ok. stu prac. Od 1920 mieszkał w Zalesiu koło Bydgoszczy, a od listopada 1920 w samej Bydgoszczy. Kilkakrotnie malował widoki miast, stare domy i ulice, Wenecję Bydgoską, zabytki i ich szczegóły. Malował również portrety rybaków, robotników, rzemieślników i sprzedawców. Należał do Konfraterni Artystów Juliana Fałata w Toruniu. Poszukując tematów, podróżował m.in. do Wenecji, Sarajewa, Dubrownika, Paryża, Lozanny, Norymbergi i Essen. Wystawiał w Muzeum Miejskim w Bydgoszczy i na Salonie Bydgoskim. Od listopada 1929 do 1931 był wiceprezesem, a następnie prezesem Związku Plastyków Pomorskich. Podczas wojny przebywał we Lwowie, w Janowicach w Sandomierskiem, Warszawie, Pruszkowie i Zakopanem. Po wojnie wrócił do Bydgoszczy i wstąpił do Związku Polskich Artystów Plastyków. Na wystawie prac członków Okręgu Pomorskiego tego Związku w maju 1946 otrzymał nagrodę bydgoskiej Wojewódzkiej Rady Narodowej i medal 600-lecia miasta Bydgoszczy. Od wiosny 1947 przebywał w szpitalu dla psychicznie i nerwowo chorych w Świeciu, gdzie zmarł.
Od 1920 był żonaty z Janiną z Grabowskich, z którą miał córkę i trzech synów.
Był nazywany „bydgoskim Canalettem”. 43 jego prace znajdują się w Muzeum Okręgowym w Bydgoszczy. W 1981 jego imieniem nazwano jedną z ulic Bydgoszczy.